# Orbital Sciences Corporation
Orbital Sciences Corporation (OSC, encara que comunament es coneix com a Orbital) és una empresa americana que s'especialitza en la fabricació i llançament de satèl·lits. La filial Launch Systems Group està molt involucrada amb els sistemes de llançament de míssils de defensa. Orbital anteriorment fou de propietat de ORBIMAGE (ara GeoEye) i la línia de Magellan dels receptors GPS, encara que ara són lliures (aquest últim a Thales). El símbol d'Orbital al NYSE és ORB. Té la seu a la regió no incorporada de Dulles, Loudoun County, Virginia, EUA.
Des de la seva creació, Orbital Sciences ha construït 569 vehicles de llançament amb 82 més per ser lliurats el 2015. 174 satèl·lits han estat construïts per la companyia des de l'any 1982 amb 24 més per ser lliurats el 2015. Orbital té una participació del 40% del mercat d'interceptor, 55% quota de mercat dels petits satèl·lit de comunicacions, i una participació de 60% del mercat dels vehicles petits de llançament.
La companyia s'està expandint en la mida mitjana dels vehicles de llançament i el seu mercat de satèl·lits amb el desenvolupament del coet Antares i l'adquisició de la filial Advanced Information System Satellite de General Dynamics.